# كليوبيس وبيتون

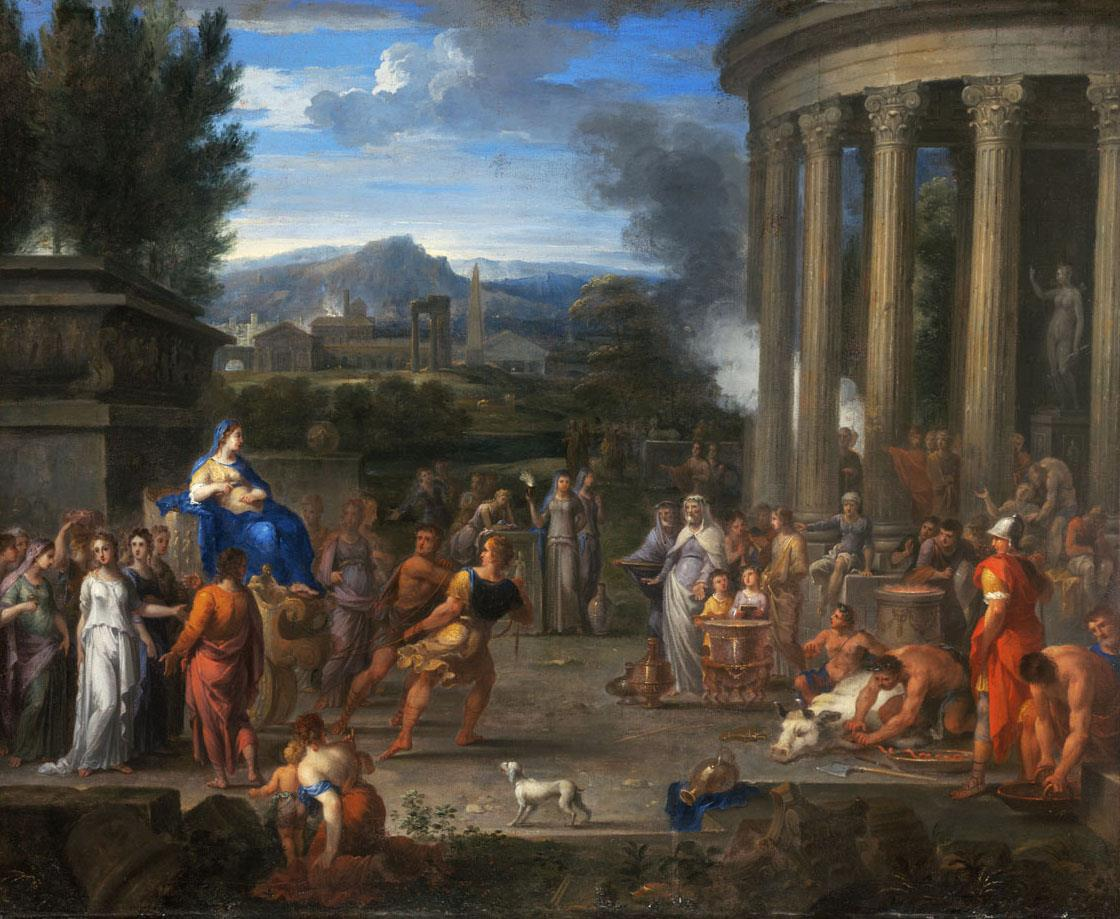
لوحة كليوبيس وبيتون بريشة نيكولاس-بيير لوار

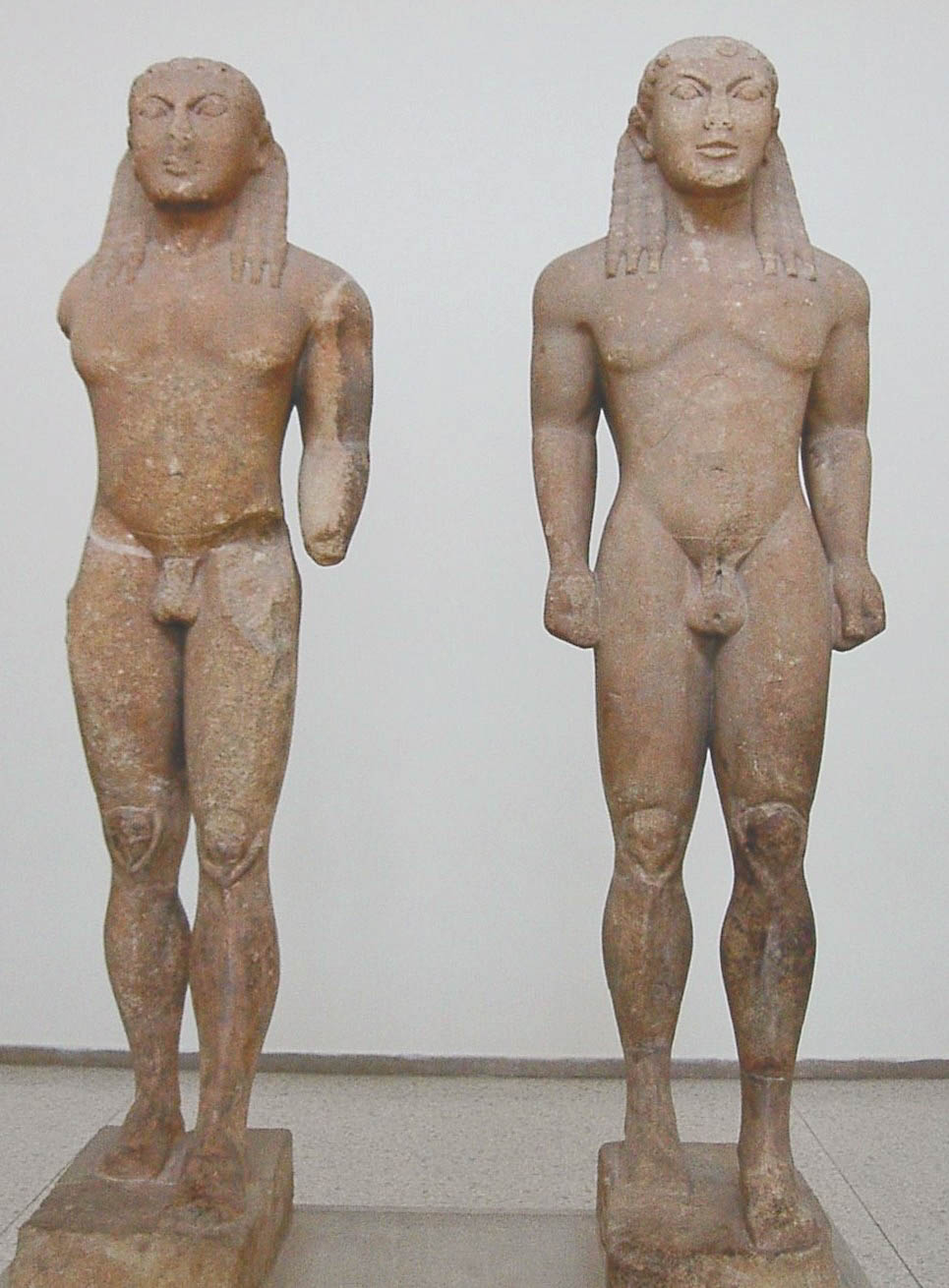
التمثالان التوأم والمعروفان تبعًا للتقليد بكليوبيس وبيتون.

كليوبيس وبيتون (بالإغريقية: Κλέοβις) هما شقيقان من حضارة اليونان القديمة في مدينة أرغوس، يعود تاريخ قصتهما إلى عام 580 قبل الميلاد تقريبًا. نُحت تمثالان لهما في مدينة دلفي.
يمكن قراءة قصتهما في سجلات هيرودوت (1.31)، حيث يخبر سولون ملكَ ليديا، كرويسوس، عن أسعد شخص في العالم.

## الأسطورة

### قصة هيرودوت
بدأت القصة عندما اجتمع سولون، رجل دولة وواضع قانون وشاعر من أثينا، مع كروسيس، ملك ليديا الذي حكم لمدة 14عامًا. كان كروسيس قلقًا على إرثه،  لذلك سأل سولون من أسعد شخص في العالم باعتقاده. أجاب سولون بأسماء ثلاثة أشخاص مُنفصلين. الأول هو تولوس، والثاني والثالث هما الأخوان كليوبيس وبيتون. ارتبك كروسيس وتفاجأ بسبب عدم اختياره أسعدَ شخص في العالم. أجابه سولون بإخباره قصة تولوس أولًا ثم قصة كليوبيس وبيتون.
في قصة كليوبيس وبيتون، يَروي سولون كيف أخذ هذان الأخوان الأرغوليان أُمهما المُسماة سيديبي، وهي كاهنة في معبد هيرا، إلى احتفال للإلهة يُعقد في البلدة. وعندما لم يتمكنا من العثور على ثور أمهما، ربطا نفسيهما بعربتها وجراها ستة أميال إلى المعبد. بعد أن وصلت إلى المهرجان، صلّت الأم للإلهة هيرا لتمنح ولديها هديةً من أجل قوتهما وإخلاصهما، فاستجابت وكافأت الابنين. عندما انتهت الصلوات والتضحية، خلد كليوبيس وبيتون إلى النوم في المعبد ولم يستيقظا أبدًا، فكانت هذه الهدية التي منحتها هيرا للصبيين: السماح لهما بالموت. تكريمًا للأخوين، خصّص شعب أرغوس تمثالين لهما في معبد أبولو في دلفي، ونُظر إلى هذين التمثالين على أنهما تذكاران جنائزيان.
عند الانتهاء من القصة، كانت نصيحة سولون إلى كروسيس هي «إن عدم اليقين في الحياة يعني أنه لا يمكن لأحد أن يكون سعيدًا تمامًا». إما أن يجرب المرء حياة الرفاهية، مثل تولوس، أو أن يجرّب حياة الموت، التي يمكن منحها مكافأةً كما كان الحال بالنسبة إلى كليوبيس وبيتون. الدرس المستفاد من القصة هو أن الأشخاص الذين يعيشون حياة سعيدة إلى حد ما يموتون موتًا ساحرًا. تُبيِّن القصة أيضًا أنه «كان من الأفضل للإنسان أن يموت بدلًا من أن يحيا».

### التفسير
في سياق سرد هيرودوتس، يتوصل سولون مع كروسيس إلى أن:
- السعادة البشرية لا تعتمد على الثروة (وهي وجهة نظر كروسيس في تلك المرحلة)، و
- لا يمكن تقييم سعادة أي شخص حتى يموت (عندما تكتمل قصة حياته).

«السعادة» هي ترجمة الكلمة اليونانية القديمة إيدومونيا، التي لا علاقة لها بالعاطفة، بل بالحظ الطيب الذي يعيشه الشخص في الحياة بشكل عام.

## التمثالان

### التاريخ
يكتب هيرودوت، «صنع شعب أرغوس تمثالين لهما ووضعوهما في دلفي، لأنهما كانا من الرجال الفاضلين». يُشبه هذان التمثالان الآثار الجنائزية الأخرى في الزمن القديم، التي وضعها آباء المحاربين القتلى. يعرض متحف دلفي الحديث تمثالين متطابقين تحت اسم كليوبيس وبيتون، على الرغم من أن علماء الآثار الآخرين الذين درسوا التمثالين اعتقدوا أنهما الابنان التوءمان لزيوس، المعروفان باسم ديوسكوري، واللذين كانت عبادتهما واسعة الانتشار نوعًا ما في البيلوبونيز.

## وصلات خارجية
- Herodotus on Kleobis and Biton
- Permanent exhibition of the Archaeological Museum of Delphi - Kleobis and Biton.